# Unisport
Unisport er en dansk virksomhed, som sælger fodboldudstyr og sportsmode.
Unisport blev stiftet i 1995 og startede ud med at sælge fodboldtrøjer fra hele verdenen. Siden da har Unisport udvidet sit sortiment med fodboldstøvler, fodboldgear og sportsmode. Unisport er i dag en af de største europæiske forhandlere af fodboldudstyr.
Siden 2015 har virksomheden været ejet af kapitalfonden Nordic Capital.

## Historie
Unisport blev etableret i 1995 på Vesterbro, København i en lille lejlighed. Et halvt år efter flyttede Unisport til et lokale på Istedgade. Virksomheden voksede sig større i takt med at interessen for fodboldtrøjer steg i Danmark og flyttede derfor til et nyt lokale på Vesterbrogade ved Vesterbros torv. Her udvidede de sortimentet med fodboldstøvler.
I 2002 gik Unisport online med deres forretning og begyndte med at sælge deres produkter på nettet. E-handel voksede sig større gennem 00’erne og Unisport opdelte derfor forretningen i webshop og fysisk butik. Det betød at de anskaffede sig et lager, de kunne sende deres varer ud fra.
I 2006 flyttede Unisport igen, men blev på Vesterbro, til lokaler over for Tivolis hovedindgang.
I 2010 flyttede Unisport lager og kontor til et nyt og større lokale på Gammel Køge Landevej i Valby.
Virksomheden beholdte den fysiske butik over for Tivolis hovedindgang i København.
På Gammel Køge Landevej, kom virksomheden ind på nye markeder, ved at sælge i både, Finland, Norge, Sverige og Holland, der gjorde at de efter 3 år måtte finde et nyt og større lager, samt kontorfaciliteter.
Derfor blev Bådehavnsgade 38 i Sydhavnen, Unisports nye hovedkvarter i 2013.
Unisport fik en ny butik inde på Vimmelskaftet i København, der i dag bliver kendt som Unisport Flagship Store. Denne butik blev indviet i 2015.
Deres anden butik, kaldet Unisport Paris, åbnede i 2019 i Paris på Rue Berger i Les Halles området. De åbnede butikken på grund af en stigende interesse i Frankrig for Unisports produkter der dermed også betød at den franske webshop blev stor. I 2022 blev de fysiske butikker suppleret med endnu en butik, denne gang i Stockholm.
Unisport har i dag webshops i flere europæiske lande som, Tyskland, Østrig, Frankrig, Holland, Finland, Sverige, Norge, Danmark og en engelsksproget .com webshop til de resterende dele af verdenen.

## Hovedkvarter
Unisport har i løbet af sin levetid haft flere forskellige hovedkvarterer. Startende på Vesterbro flere steder fra 1995-2010, hvorefter lager og kontorer flyttede til Gammel Køge Landevej i Valby fra 2010-2013.
Senere hen flyttede virksomheden til Bådehavnsgade i Sydhavnen fra 2013-.
I 2018 flyttede Unisport sit lager fra Bådehavnsgade til Albertslund. Kontorafdelingen bevarede sin lokation på Bådehavnsgade.
I oktober 2022 flyttede Unisport sit lager fra Albertslund til Køge, hvor lagerkapaciteten blev fordoblet.

## WebTV
Unisport udviklede deres egen WebTV der havde til formål give deres kunder indhold og information, såsom støvle anmeldelser, produktvideoer, diverse fodbold guides og interviews med fodboldspillere.
Unisport var nogle af de første til at levere denne slags indhold professionelt til deres brugere
Unisport WebTV steg i popularitet og har mere end 300 millioner visninger og 2 millioner abonnenter, hvilket er flere seere end Manchester United og Real Madrids kanaler. Dette skyldes hovedsageligt kanalens to kendte værter Jakob og Joltter, som producerer indholdet til kanalen.
I takt med at interessen steg for Unisports WebTV-, kunne de også tilføje mere nyt indhold til kanalen.
Under EM 2016 og VM 2018 fik Jakob og Joltter muligheden for at møde populære fodboldspillere. Kanalen kunne fremvise interviews med store spillere som Cristiano Ronaldo, Lionel Messi og Kylian Mbappé.

## Priser
Unisport har vundet brugerprisen i E-handelsprisen i 2011, 2012 og 2017 hvor det er forbrugerne der bestemmer.
I 2012 vandt Unisport udover brugerprisen, også Social Commerce, for deres arbejde med e-handel og sociale medier kombineret.
I 2013 vandt de den store E-handelspris også kendt som guldprisen, for Danmarks bedste webshop, samt B2C-prisen.
Derfor skulle virksomheden deltage på europæisk niveau hvor det blev til en 3. plads. Hvilket betød at man var Europas 3. bedste webshop.
Cross border prisen vandt Unisport i 2014 og igen i 2016. Hvor man samtidig har vundet i nabolande som bedste webshop i Sverige, samt top 3 i Norge.

## Produkter

### Fodbold
Unisport er kendt for at have et sortiment af diverse produkter inde for fodbold. En af de mere populære produkter er fodboldtrøjer fra større klubber fra hele verdenen så som, Real Madrid, Manchester United, FC Barcelona, Arsenal, Liverpool, Juventus m.fl.
De har også fodboldstøvler fra de store brands, Nike, Adidas, PUMA, New Balance blandt andre. Heriblandt kan man finde kollektioner som Nike Mercurial,- og adidas Predator. Unisport har blandt andet lavet en støvle kollektion i samarbejde med PUMA. Kollektionen hedder: Unisport X PUMA Copenhagen City Pack. Kollektionen blev lavet som en hyldest til byen København og er derfor- også designet ud fra dette.
Derudover kan man også finde diverse fodbold udstyr, fodbolde, benskinner, træningstøj, sportspleje m.fl.

### Lifestyle
Unisport sælger også sportsmode og lifestyle fashion under mærket "Everyday". Heriblandt kan man finde udvalg af sweatshirts, hoodies, sneakers, jakker, t-shirts og kasketter m.fl. Det er primært mode med et sportsligt twist. Nogle af disse produktkategorier, indeholder også design fra fodboldklubber verden over.

### #UnisportLife
I 2016 udkom Unisport med sin egen tøjkollektion, bestående af trøjer, shorts, caps og t-shirts.
Alle produkterne bliver designet med inspiration fra nordisk design.
Nye kollektioner bliver hovedsageligt lanceret én gang om året.
Kollektionerne er primært streetwear og lifestyle produkter.